# Aeroflot-Flug X-167
Am 28. Februar 1973 stürzte eine Jakowlew Jak-40 auf dem Aeroflot-Flug X-167 kurz nach dem Start ab.

## Verlauf
Der Flug X-167 startete um 18:58 Uhr Ortszeit vom Flughafen Semei in der Kasachischen Sozialistischen Sowjetrepublik mit Ziel Qaraghandy. Die Jak-40 stieg auf eine Höhe von 100 Metern und verlor dann wieder an Höhe. Etwa 1,5 Kilometer hinter der Startbahn schlug sie flach auf den Boden auf, prallte zurück in die Luft und stürzte 50 Meter weiter wieder auf den Boden und explodierte. Alle 32 Insassen, darunter das Basketballteam der Mädchen von Qaisar Qysylorda, starben.

## Unfallursache
Laut den Aussagen von Augenzeugen sahen sie in etwa 80 Metern Höhe eine Stichflamme, die kurz darauf abstürzte. Im Cockpitfenster links vom Kapitänssitz wurde ein Loch gefunden, weshalb die Theorie aufkam, dass Flug X-167 abgeschossen wurde. Nach der Untersuchung der Cockpittrümmer konnten aber keine Anzeichen eines Abschusses gefunden werden. Auch die meisten restlichen Flugzeugtrümmer wiesen auf keine spezifische Absturzursache hin. Allerdings war die Trimmung des Höhenleitwerks auf kopflastig (+1,2°) eingestellt. Ob das Höhenleitwerk aufgrund einer Fehlfunktion oder eines Pilotenfehlers auf kopflastig stand, konnte nicht geklärt werden.